# Belvès

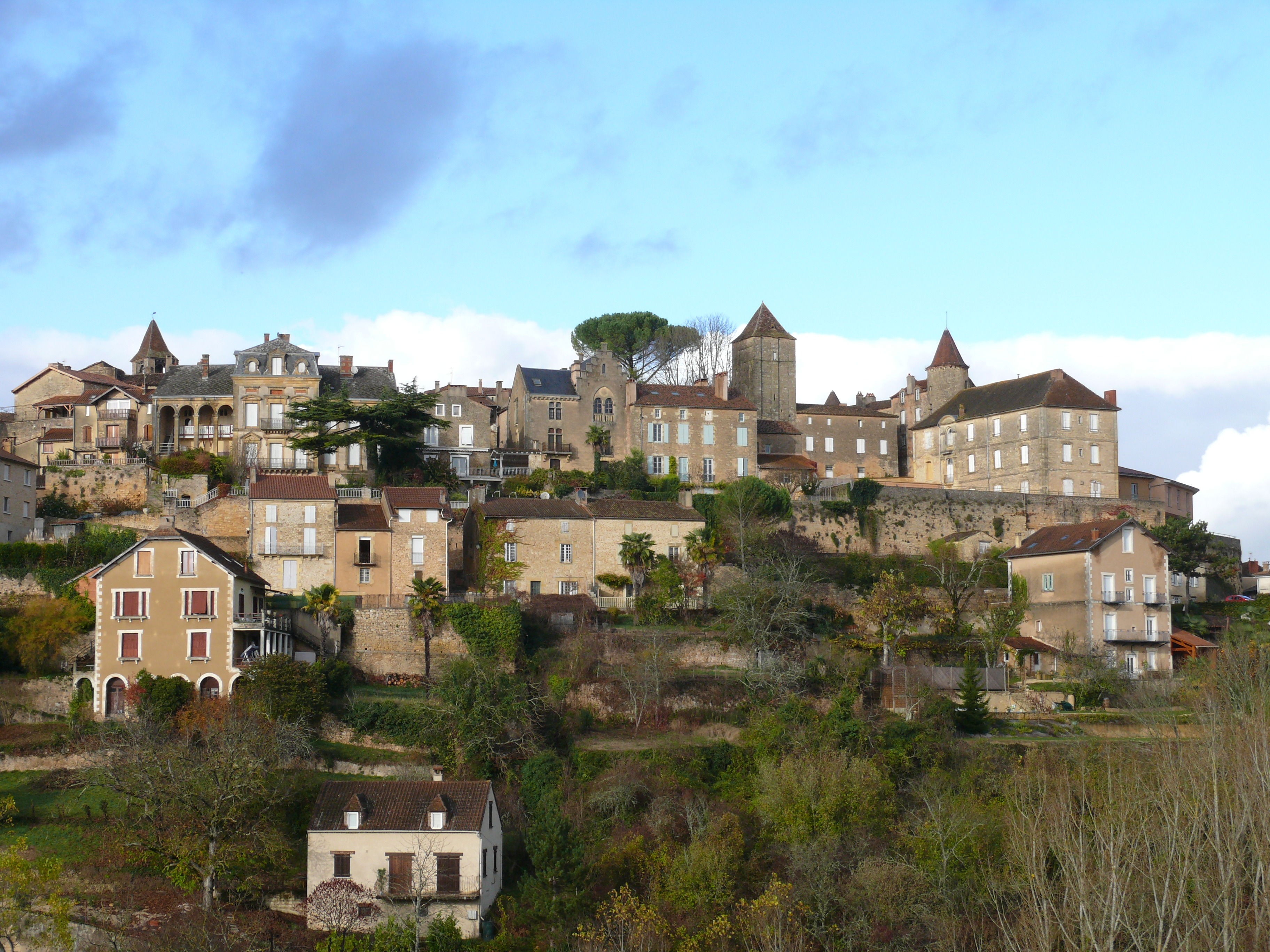
Ortsansicht von Süden

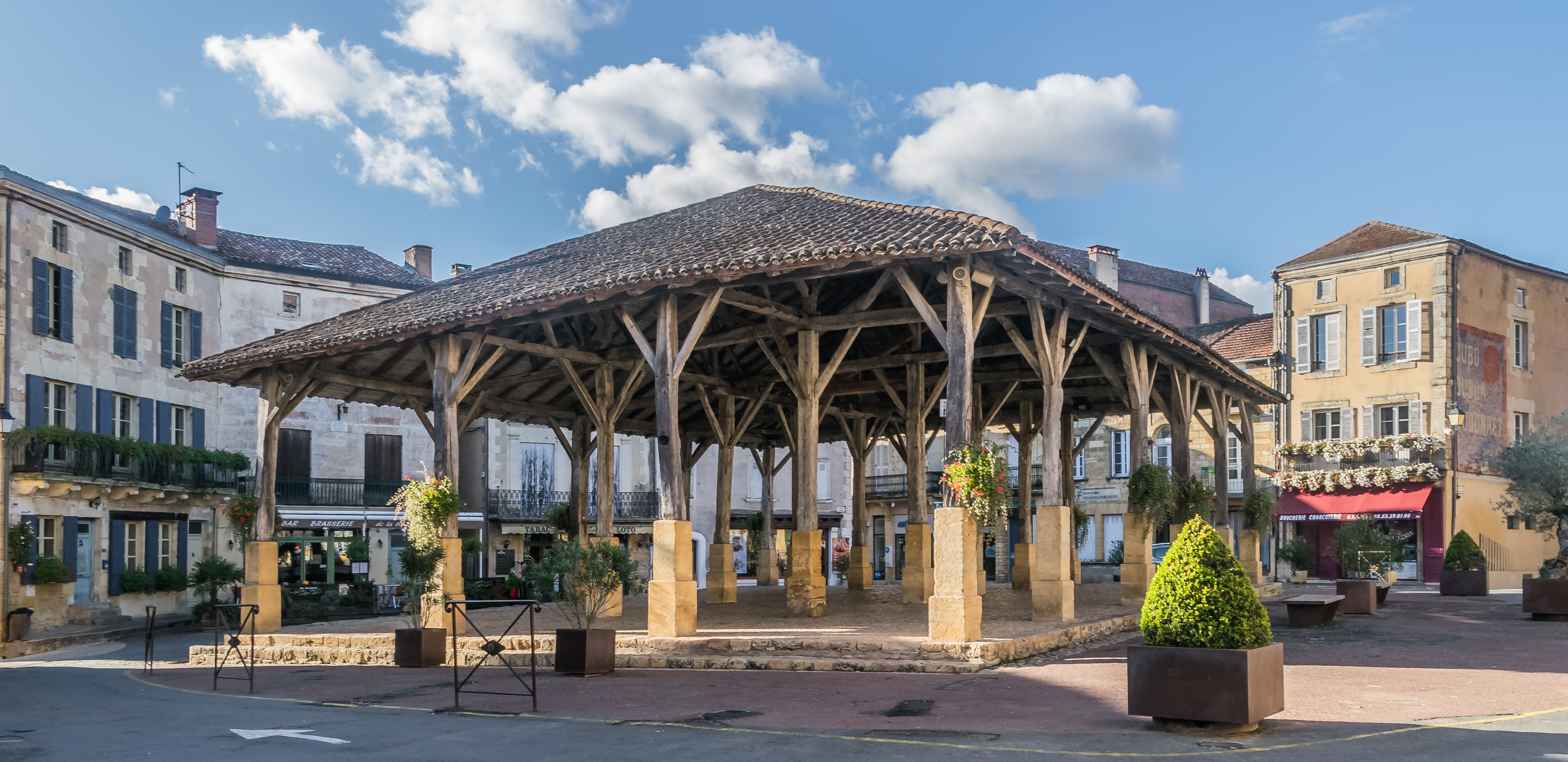
Markthalle an der Place d’Armes

Belvès [bɛlvɛs] (okzitanisch: Belvés) ist ein Ort und eine Commune déléguée in der Gemeinde Pays de Belvès mit 1.204 Einwohnern (Stand 1. Januar 2022) in der alten Kulturregion des Périgord im Südwesten Frankreichs im Département Dordogne in der Region Nouvelle-Aquitaine. Belvès ist als eines der Plus beaux villages de France (Schönste Dörfer Frankreichs) klassifiziert.

## Lage
Belvès liegt auf einer Höhe von ca. 160 m, etwa 36 Kilometer südwestlich von Sarlat-la-Canéda bzw. gut 50 Kilometer östlich von Bergerac auf einer Anhöhe und überragt das Tal des Flüsschens Nauze. Der kleine Ort Mouzens befindet sich etwa 10 Kilometer nördlich am Nordufer der Dordogne.

## Bevölkerungsentwicklung
| Jahr      | 1968 | 1975 | 1982 | 1990 | 1999 | 2006 | 2017 |
| Einwohner | 1630 | 1623 | 1581 | 1553 | 1431 | 1483 | 1300 |

Im 19. Jahrhundert hatte der Ort meist deutlich über 2000 Einwohner. Die Reblauskrise im Weinbau und der Verlust von Arbeitsplätzen durch die Mechanisierung der Landwirtschaft haben seitdem zu einem deutlichen Bevölkerungsrückgang geführt.

## Wirtschaft
Bis in die heutige Zeit spielt die Landwirtschaft die größte Rolle im Wirtschaftsleben der Commune déléguée: Der ehemals auch hier betriebene Weinbau ist jedoch nach der Reblauskrise gänzlich aufgegeben worden; Tabak und Mais sind ebenfalls auf dem Rückzug – stattdessen dominieren Walnuss-, Eßkastanien- und Obstbäume die Region. Einige leerstehende Häuser werden als Ferienwohnungen (gîtes) vermietet.

## Geschichte
In vorrömischer Zeit waren Kelten von Stamm der Petrocorier an beiden Ufern der Dordogne ansässig. Römer, Gallorömer und Westgoten hinterließen nur spärliche Spuren. Nach der Schlacht von Vouillé (507) besiedelten die Franken auch große Gebiete im Süden Frankreichs. Ab etwa dem Jahr 660 gehörte die Region zum Herrschaftsbereich der Herzöge von Aquitanien, die unter Eudes († 735) de faktisch riesige Gebiete im Süden des Frankenreiches beherrschten.
Um das Jahr 853 erscheint der Name Belves erstmals in einer Urkunde; im Jahr 848 plünderten und zerstörten die Normannen hier ein Kloster, welches kurze Zeit später wiederaufgebaut, aber erneut zerstört wurde. Die Erzbischöfe von Bordeaux ließen um 1095 den Ort durch ein Castrum sichern. Zu Beginn des 13. Jahrhunderts nahmen Teile der Bevölkerung der Glauben der Katharer an, der nur wenig später im Rahmen der Albigenserkreuzzüge (1209–1229) nahezu ausgerottet wurde. Im Vertrag von Paris (1259) wurde Aquitanien der englischen Krone zugesprochen; 1319 gründete der Orden der Dominikaner ein Kloster vor der Stadt. Nach Steuererhöhungen erhoben sich viele Städte Aquitaniens gegen die Engländer; im Jahre 1369 wurde die englische Garnison aus Belvès vertrieben, doch konnte sie kurz danach wieder zurückkehren. Der Hundertjährige Krieg (1337–1453) wütete auch im Süden Frankreichs – manche Städte erlebten häufig wechselnde Herren. Noch im Jahr 1442 ergab sich Belvès nach einer einmonatigen Belagerung den von Arthur III., dem späteren Herzog der Bretagne, befehligten Truppen.
Die religiös motivierten Auseinandersetzungen des 16. Jahrhunderts gipfelten in den Hugenottenkriegen (1562–1598); im Jahr 1575 wurde Belvès von protestantischen Truppen eingenommen, später geräumt und im Jahr 1577 erneut erobert. Sarlat schloss sich 1591 der Katholischen Liga an; auf Befehl des Parlaments von Bordeaux wurde Belvès Sitz eines Seneschalls, der jedoch nach dem offiziellen Amtsantritt Heinrichs IV. (1594) wieder abberufen wurde. Noch im selben Jahr erlebte die Region religiös und sozial bedingte Bauernaufstände (jacqueries), die noch bis weit ins 16. Jahrhundert hinein andauern sollten.
In den Revolutionsjahren 1790–1795 war Belvés Distriktshauptstadt.
Die Gemeinde Belvès wurde am 1. Januar 2016 mit Saint-Amand-de-Belvès zur Commune nouvelle Pays de Belvès zusammengeschlossen.

## Sehenswürdigkeiten
- In Belvès gibt es einige wenige Höhlenwohnungen (maisons troglodytes), die wahrscheinlich vom 13. bis zum 18. Jahrhundert bewohnt waren.
- Die architektonischen Überreste des Château de Belvès stammen im Wesentlichen aus dem 15. und 16. Jahrhundert.
- Die Kirche Notre-Dame-de-l’Assomption ist ein einschiffiger Bau des 15./16. Jahrhunderts mit Seitenkapellen, der ältere Kirchen des 9. und des 13. Jahrhunderts ersetzt hat. Er wurde im Jahr 2000 als Monument historique anerkannt.[4]
- Die Überreste des Hôtel Bontemps, ein Stadtpalais der Erzbischöfe von Bordeaux aus dem 16. Jahrhundert, wurden bereits im Jahr 1948 als Monument historique anerkannt.[5]
- Die auf hölzernen Stützen stehende Markthalle (halle) war jahrhundertelang das wirtschaftliche und – neben der Kirche – auch das gesellschaftliche Zentrum der Stadt.
- Reste eines mittelalterlichen Hospitals sind ebenfalls erhalten.

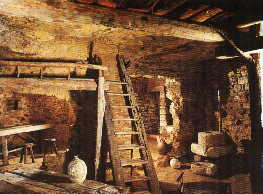
Höhlenwohnung
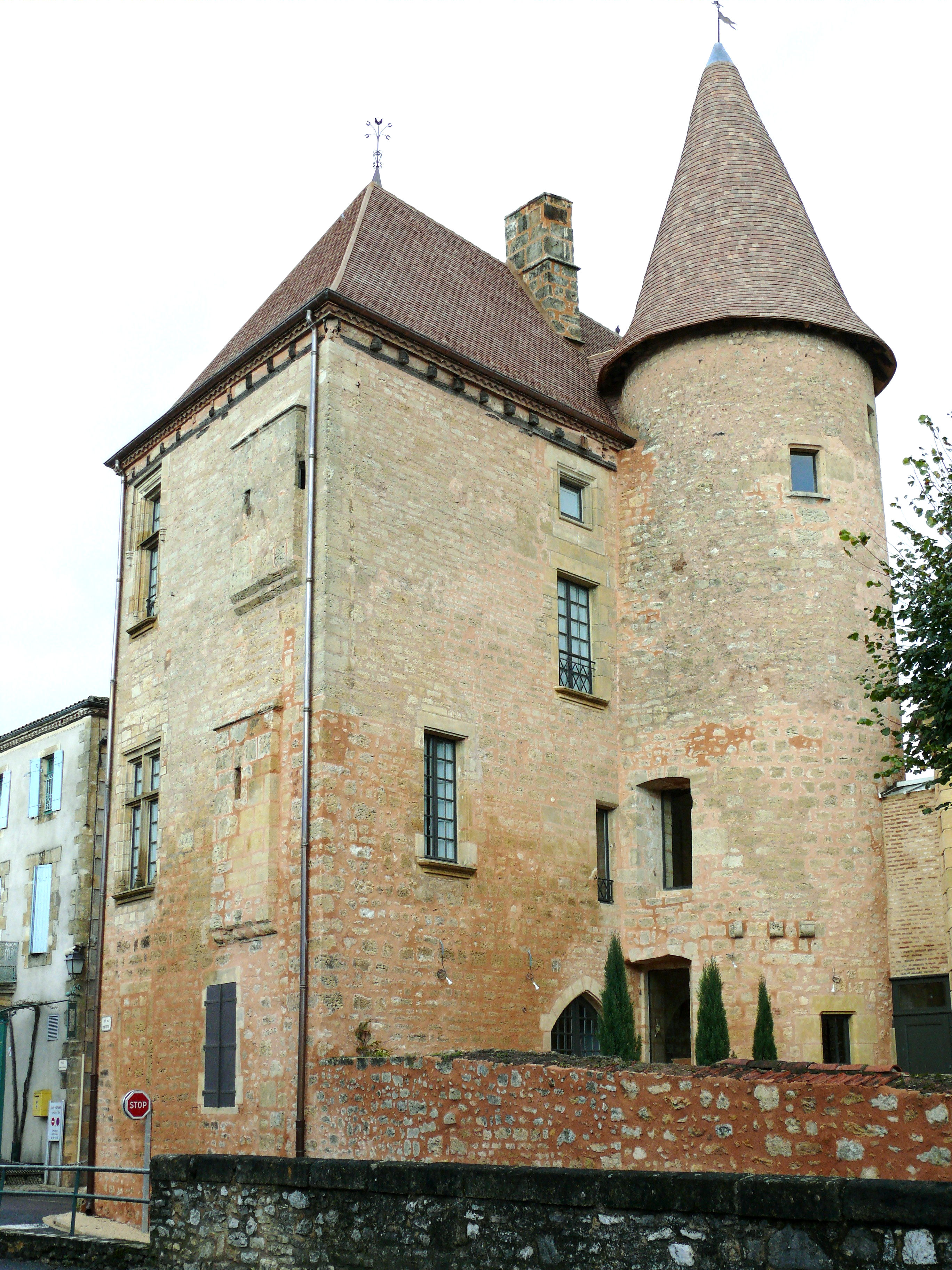
Château de Belvès
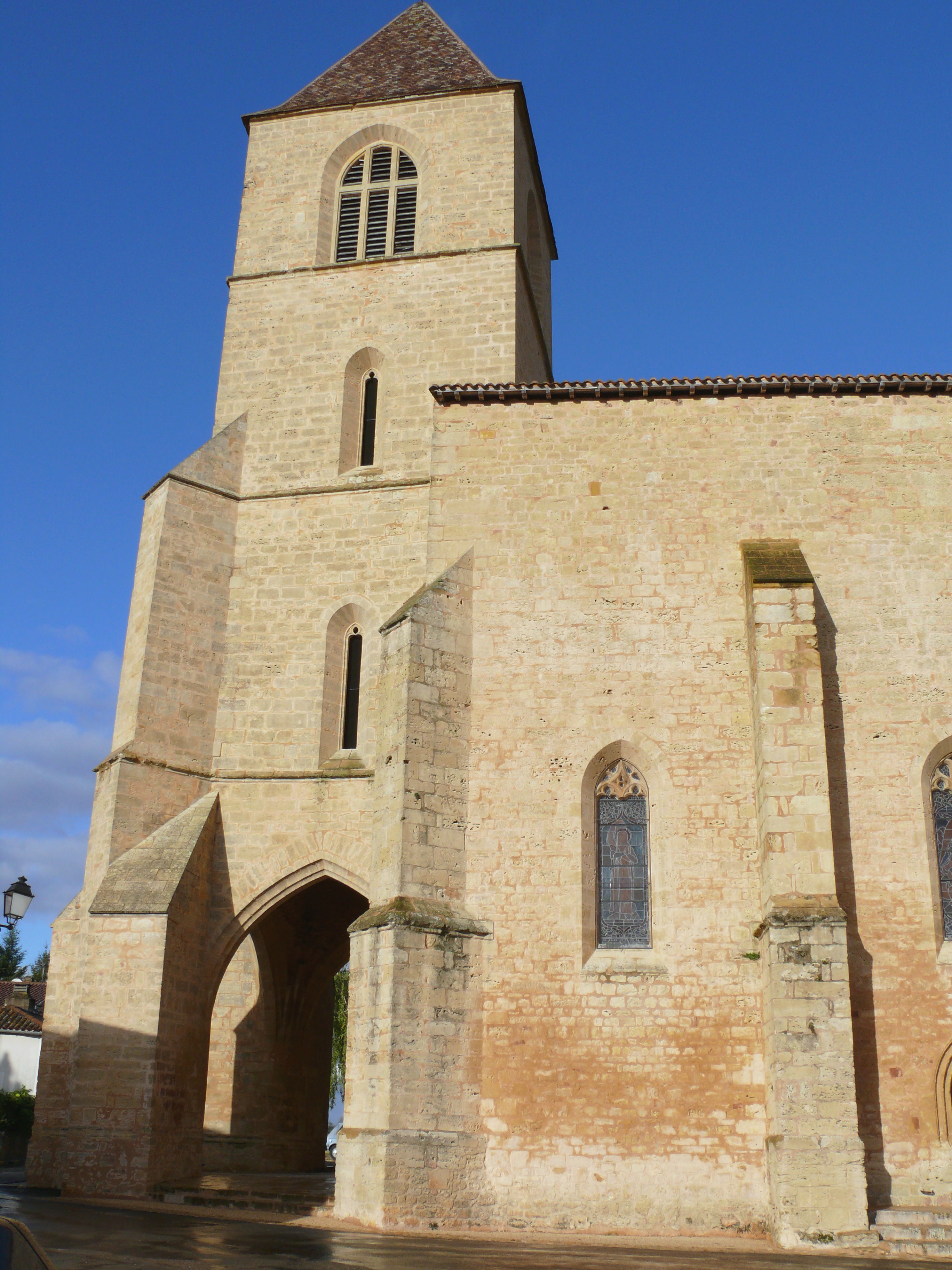
Kirche Notre-Dame-de-l’Assomption
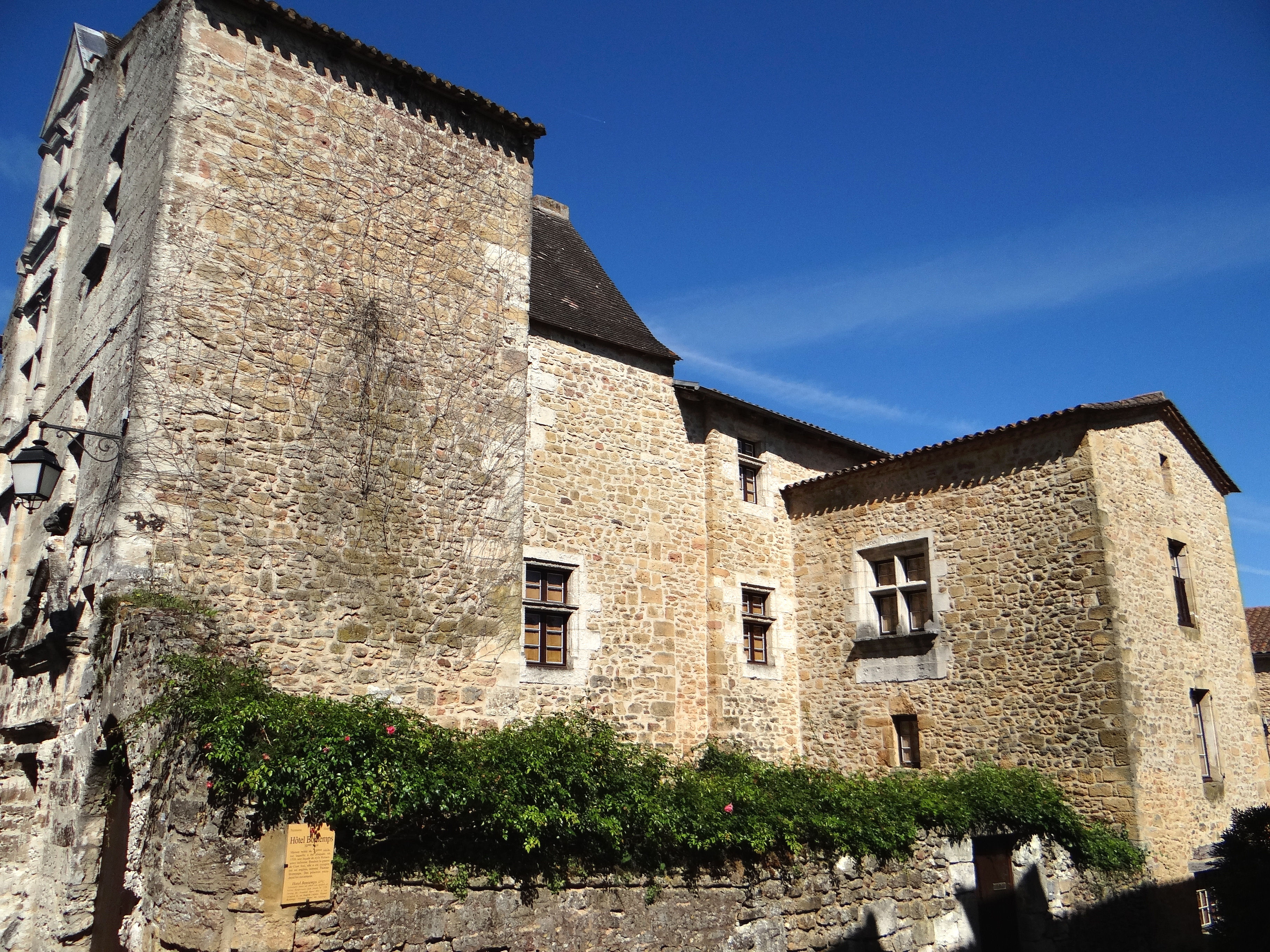
Hôtel Bontemps
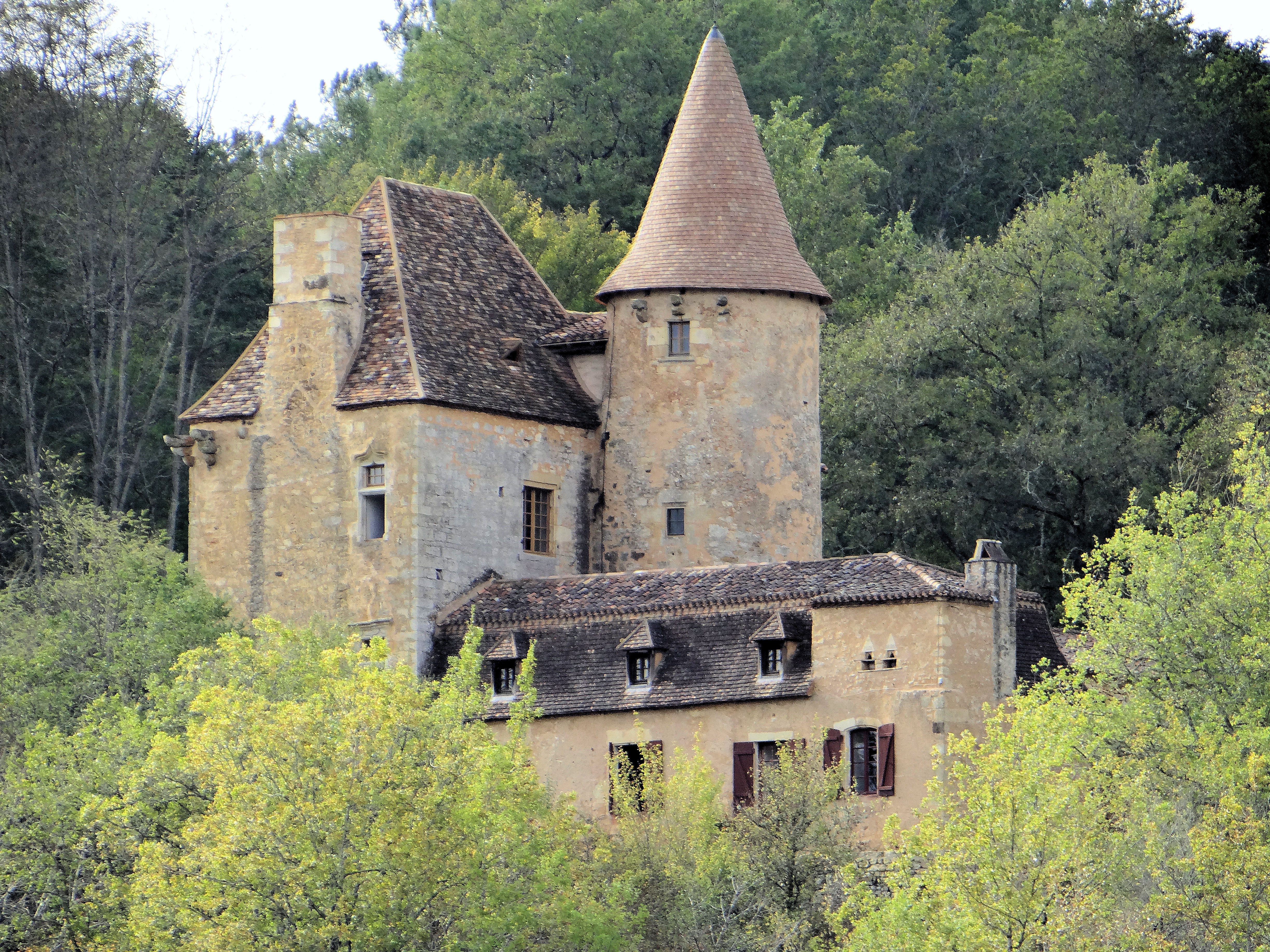
Manoir de Pech Godou
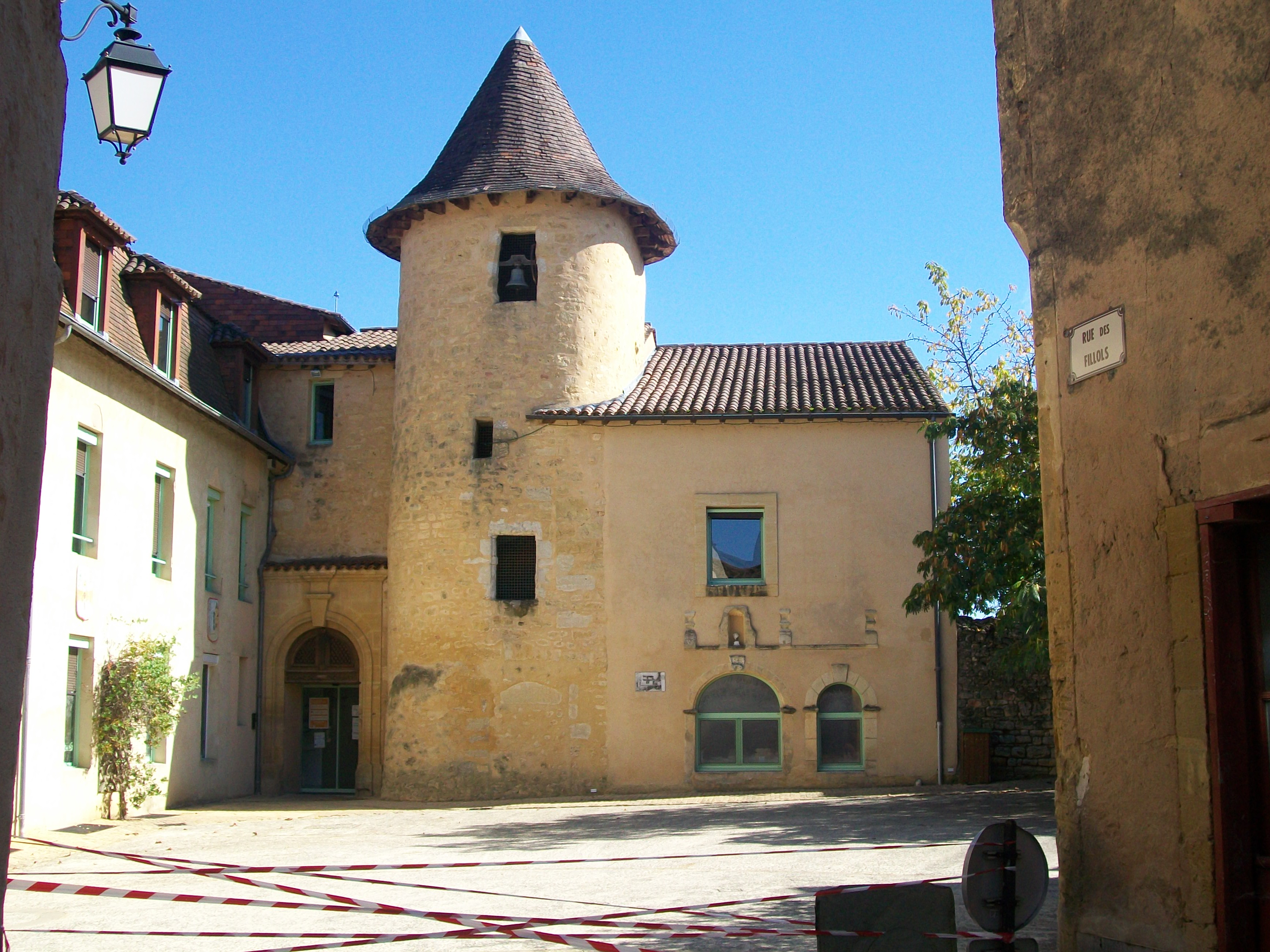
Tour de l’Hôpital

Umgebung

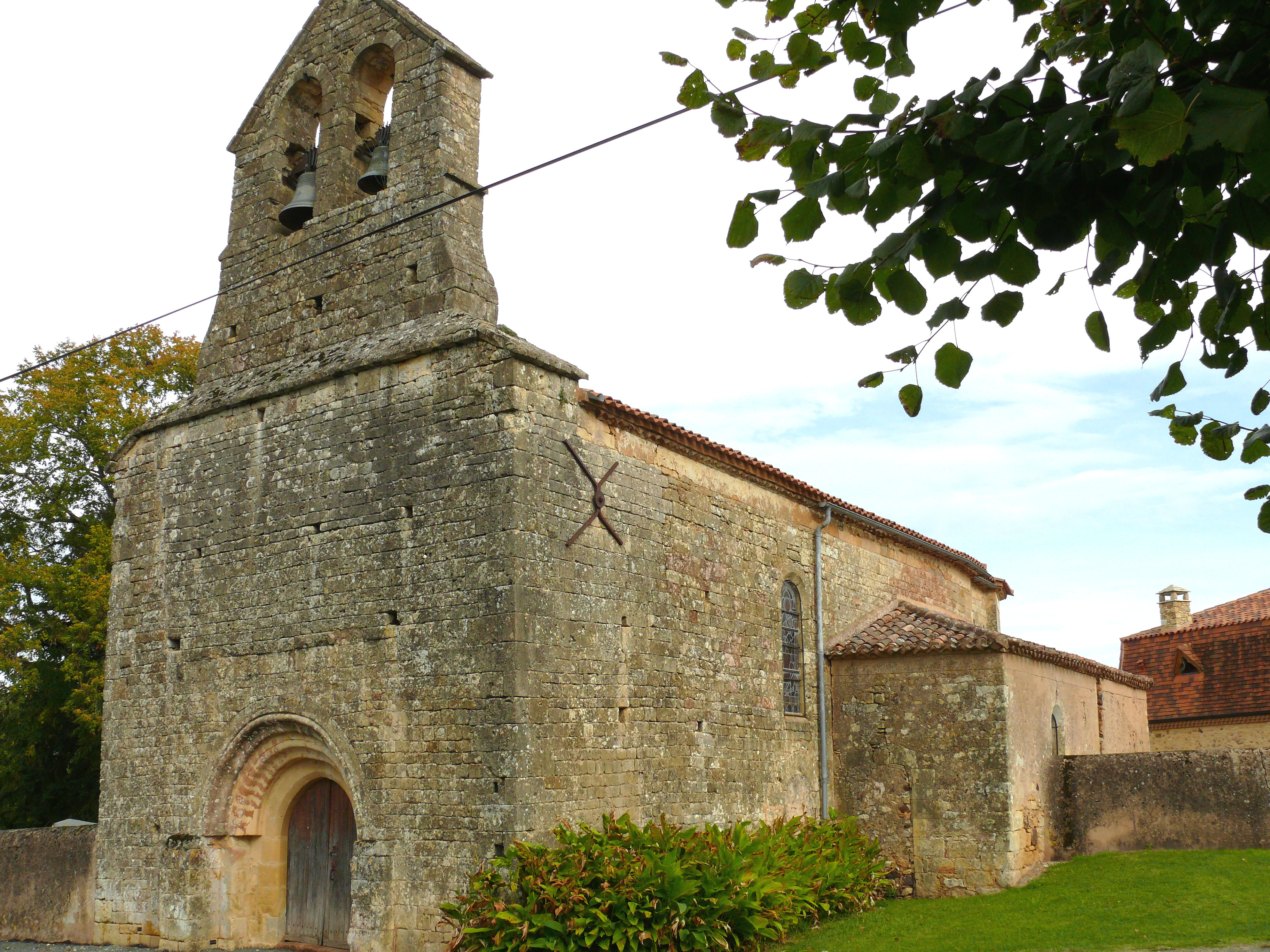
Kirche von Fongalop

- Die romanische Kirche des Dorfes Fongalop hat noch ornamentierte Portalarchivolten und einen Glockengiebel (clocher mur).
- Das Manoir de Pech Godou steht sich etwa zwei Kilometer außerhalb des Ortes, befindet sich aber in Privatbesitz.